# Industria de la energía

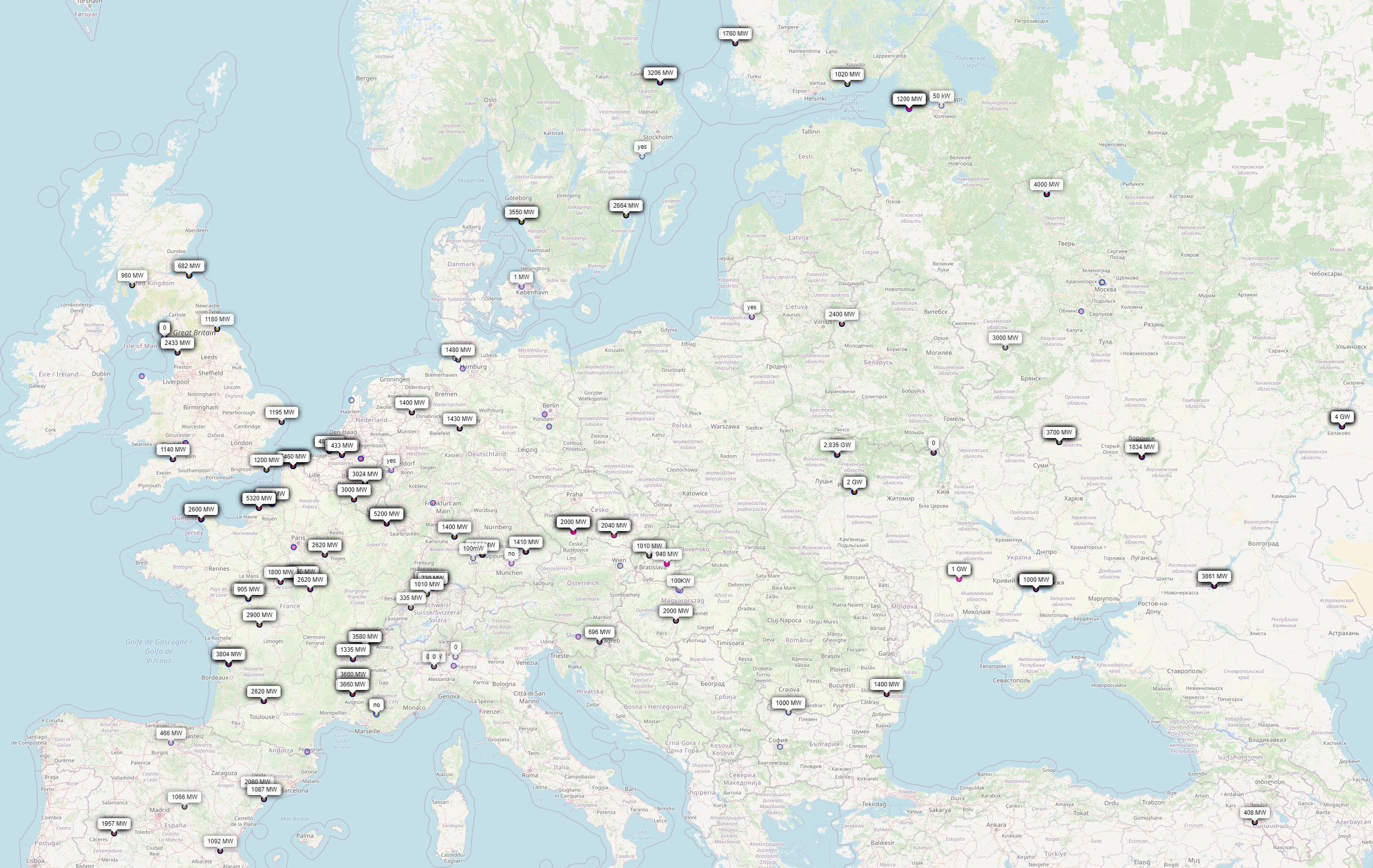
OpenStreetMap muestra la producción total de energía de una planta en la parte superior de la pila, encima de los valores de los generadores que contribuyen a ese valor. Esto es un poco confuso, pero no se pierde ninguna información.

La Industria de la energía es un término genérico para todas las industrias relacionadas con la producción y venta de energía, incluida la extracción de combustible, producción, refinación y distribución. La sociedad moderna consume grandes cantidades de combustible, y la industria de la energía es una parte crucial de la infraestructura y el mantenimiento de la sociedad en casi todos los países.
En particular, la industria de la energía se compone de:
- Las industrias de los combustibles fósiles:
  - La industria del petróleo, incluyendo empresas petroleras, las refinerías de petróleo, combustible para el transporte y las ventas de usuario final en las gasolineras.
  - La industria del gas, incluida la extracción de gas natural, y la fabricación de gas de carbón, así como la distribución y las ventas.
  - La industria del carbón.
- La industria de la energía nuclear.
- La industria de la energía renovable, que incluye electricidad renovable y las empresas de energía sostenible, incluyendo los que participan en la energía hidroeléctrica, energía eólica, generación de energía solar, energía geotérmica y la distribución, fabricación y venta de combustibles alternativos.[2]
- Industria de la energía vegetal, basada en la recopilación y distribución de leña, cuyo uso, para cocinar y para calefacción, es particularmente común en los países más pobres.
- La industria de la energía eléctrica, incluyendo la generación de electricidad, distribución de energía eléctrica y las ventas.